# Округ Шајаваси (Мичиген)
Шајаваси (енгл. Shiawassee County) је округ у америчкој савезној држави Мичиген.

## Демографија
По попису из 2010. године број становника је 70.648, што је 1.039 (-1,4%) становника мање него 2000. године.
| Група             | 2000.          | 2010.          |
| Белци             | 69.016 (96,3%) | 67.240 (95,2%) |
| Афроамериканци    | 139 (0,2%)     | 325 (0,5%)     |
| Азијати           | 201 (0,3%)     | 256 (0,4%)     |
| Хиспаноамериканци | 1.295 (1,8%)   | 1.695 (2,4%)   |
| Укупно            | 71.687         | 70.648         |